# Sasonichus sullivani
Sasonichus sullivani is een spinnensoort uit de familie Barychelidae. De soort komt voor in India.